# Tony Kakko
Toni Kristian Kakko, detto Tony (Kemi, 16 maggio 1975), è un cantante e tastierista finlandese, fondatore e frontman del gruppo musicale Sonata Arctica.

## Biografia
Dopo aver studiato tastiera per due anni ed aver cantato molte volte in occasioni informali a festival locali, decide di creare una band nel 1996 (allora chiamata Tricky Beans), nella quale assume il ruolo di cantante e tastierista.
Dopo aver cambiato il nome della band in Sonata Arctica poco prima dell'uscita del primo album Ecliptica, lascia il posto alle tastiere a Mikko Härkin, (successivamente sostituito con Henrik Klingenberg), per concentrarsi sulla voce.
Scrive quasi tutte le canzoni e tutti i testi all'interno del gruppo.
Da quanto dichiarato in un'intervista del 2012, Tony è sposato dal 1997 e ha un figlio/a.

## Stile
Tra le influenze musicali si notano soprattutto i Queen, gli Scorpions, gli Stratovarius, Frank Zappa, i Nightwish ed Enya.

## Discografia

### Sonata Arctica
- Friend Till the End (Demo) - 1996
- Agre Pamppers (Demo) - 1996
- PeaceMaker (Demo) - 1997
- FullMoon (Demo) - 1999
- Ecliptica - 1999
  - UnOpened (Single) - 1999
  - Successor (EP) - 2000
- Silence - 2001
  - Orientation (EP) - 2001
  - Wolf & Raven (Single) - 2001
  - Last Drop Falls (Single) - 2001

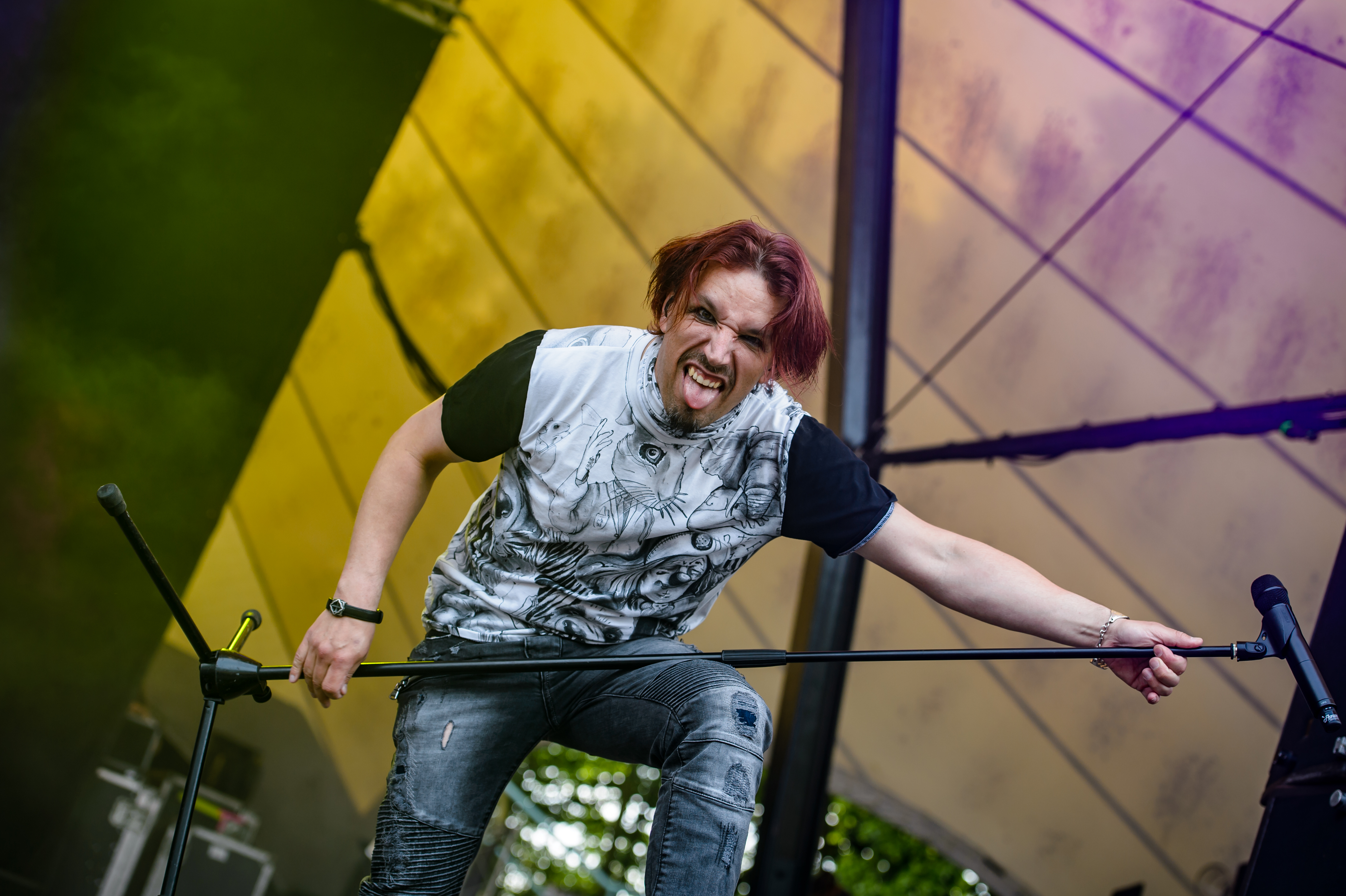
Kakko al RockFels 2016

- Songs of Silence (Live album) - 2002
- Winterheart's Guild - 2003
  - Takatalvi (EP) - 2003
  - Victoria's Secret (Single) - 2003
  - Broken (Single) - 2003
  - Don't Say a Word (EP) - 2004
- Reckoning Night - 2004
  - Don't Say a Word (Single) - 2004
  - Shamandalie (Single) - 2004
- The End of This Chapter (Compilation) - 2005
- For the Sake of Revenge (Live album and DVD) - 2006
- The Collection 1999-2006 (Compilation) - 2006
  - Replica 2006 (Single) - 2006
- Unia - 2007
  - Paid in Full (Single) - 2007
- The Days of Grays - 2009
  - The Last Amazing Grays (Single) - 2009
- Live in Finland (Live album and DVD) - 2011
- Stones Grow Her Name - 2012
  - I Have a Right (Single) - 2012

### Northern Kings
- Reborn - 2007
- Rethroned - 2008

### Collaborazioni
- Nightwish - Over the Hills and Far Away - 2001
- Nightwish - From Wishes to Eternity (DVD) - 2001
- Heavenly - Virus - 2006
- Eternal Tears of Sorrow - Before the Bleeding Sun - 2006
- Timo Rautiainen - Sarvivuori - 2006
- Raskaampaa Joulua - 2006
- Nuclear Blast All-Stars: Into the Light - 2007
- Odin's Court - Deathanity - 2008
- Apocalyptica - Live Vocalist (Finlandia e Giappone) - 2008, 2009
- Elias Viljanen - Fire-Hearted - 2009
- Stratovarius - Polaris - 2009
- Epica - Design Your Universe - 2009
- Van Canto - Tribe of Force - 2010
- Powerglove - Gotta Catch Em All - 2010
- Tuomas Holopainen - Music Inspired by the Life and Times of Scrooge - 2014